# Akon
Akon (rojen Aliaune Damala Bouga Time Puru Nacka Lu Lu Lu Badara Akon Thiam), ameriški raper, * 14. oktober 1981.

## Ustvarjanje

### Ozadje
Imel je očeta Mora Thiama, ki je na bobne igral jazz glasbo. Akon, ki se mu krajše reče Aliaune Thiam, se je rodil v St. Louisu, Missouriju, vendar je odraščal v Senegalu do sedmega leta. Do petnajstega leta je migriral med Senegalom in Združenimi državami. Nato pa se je njegova družina trajno preselila v Jersey City, New Jersey. Akon govori tri jezike: angleščino, francoščino in lokalni jezik wolof. Tam se je v srednji šoli srečal s hip hopom in je izdal tudi prvi komad »Operations of Nature«. Kasneje je bil aretiran zaradi oboroženega ropa in posedovanja drog. Čas v zaporu je posvetil glasbi. Po izpustitvi je v domačem studiu posnel svoj prvi album Trouble. Izdal ga je junija leta 2004.

### 2004–2005:Trouble
Akonov prvi album je bil izdan 29. junija 2004. Najbolj prepoznavne pesmi iz tega albuma so » Locked Up » , » Lonely«, » Belly Dancer (Bananza), » » Pot Of Gold » in »Ghetto«. Akon je bil v zaporu tri leta. Na čase ko je bil zaprt, se spominja v pesmi »Locked Up.« Ta pesem je prišla med deset najboljših pesmi v ZDA in med pet najboljših pesmi v Združenem kraljestvu.

### 2006–2007:Konvicted
Naslednji Akonov album je bil Konvicted, ki je bil izdan 14. novembra 2006. Na tem albumu se Akon pojavi tudi z nekaterimi drugimi izvajalci kot so Eminem, Snoop Dogg in Styles P. Na albumu se tudi pojavi pesem »Smack that ,« ki se je uvrstila na 2 mesto na lestvico Billboard Hot 100 in se na njej obdržala 5 zaporednih tednov. Naslednjo pesem iz albuma »I Wanna Love You » je Akon posnel skupaj s Snoop Doggom. Izdana je bila septembra leta 2006. To je bila Akonova prva pesem, ki je zasedla prvo mesto na lestvici Billboard Hot 100 in Snoop Doggova druga. Ta album je dosegel drugo mesto na lestvici Billboard 200. V prvem tednu je bilo prodanih 286000 albumov. V samo šestih tednih je bilo v ZDA prodanih več kot milijon izvodov in več kot 1.3 milijonov albumov po svetu. V samo sedmih tednih je dobil »platinasto ploščo« in po 16 tednih je bil nagrajen z »dvojno platinasto ploščo« . Album je celo po 23 tednih ostal med dvajsetimi najboljšimi albumi na lestvici Billboard 200. V ZDA je bilo prodanih 2.1 milijonov albumov. Na svetu pa 3.4 milijonov albumov.

## Akonova diskografija

### Albumi
- Trouble (2004)
- Konvicted (2006)
- Freedom(2009)
- Stadium Music(2010) incoming

### Pesmi
- 2004: Locked Up (Akon s Styles P.)
- 2005: Lonely (Akon)
- 2005: Ghetto« (Akon)
- 2005: Bananza (Belly Dancer) (Akon)
- 2005: Pot of Gold (Akon)
- 2005: Soul Survivor (Young Jeezy z Akonom)
- 2005: So Fly (Akon in Blewz)
- 2006: Snitch (Obie Trice z Akonom)
- 2006: I Am Not My Hair (India.Arie z Akonom)
- 2006: Girls (Beenie Man z Akonom)
- 2006: I Wanna Love You (Akon z Snoop Doggom)
- 2006: The Sweet Escape (Gwen Stefani z Akonom)
- 2007: Don't Matter (Akon)
- 2007: I Tried (Bone Thugs-N-Harmony z Akonom)
- 2009: Beautiful (Dulce Maria z Akonom)
- 2010: I just had sex(Akon)